# Medalha Roebling
A Medalha Roebling (em inglês:  Roebling Medal) é a mais significativa condecoração da Sociedade Mineralógica dos Estados Unidos, concedida por destaque científico em publicação de pesquisa original em mineralogia. O prêmio é denominado em homenagem ao coronel Washington Roebling (1837–1926), engenheiro, construtor de pontes, colecionador de minerais e um significante membro da Sociedade Mineralógica dos Estados Unidos.

## Laureados[1]
- 1937 Charles Palache
- 1938 Waldemar T. Schaller
- 1940 Leonard James Spencer
- 1941 Esper S. Larsen Jr.
- 1945 Edward H. Kraus
- 1946 Clarence S. Ross
- 1947 Paul Niggli
- 1948 William Lawrence Bragg
- 1949 Herbert E. Merwin
- 1950 Norman Levi Bowen
- 1952 Frederick Eugene Wright
- 1953 William Frederick Foshag
- 1954 Cecil Edgar Tilley
- 1955 Alexander N. Winchell
- 1956 Arthur F. Buddington
- 1957 Walter F. Hunt
- 1958 Martin Julian Buerger
- 1959 Felix Machatschki
- 1960 Tom F. W. Barth
- 1961 Paul Ramdohr
- 1962 John W. Gruner
- 1963 John Frank Schairer
- 1964 Clifford Frondel
- 1965 Adolf Pabst
- 1966 Max H. Hey
- 1967 Linus Pauling
- 1968 Tei-ichi Ito
- 1969 Fritz Laves
- 1970 George W. Brindley
- 1971 J. D. H. Donnay
- 1972 Elburt F. Osborn
- 1973 George Tunell
- 1974 Ralph E. Grim
- 1975 Michael Fleischer
- 1975 O. Frank Tuttle
- 1976 Carl W. Correns
- 1977 Raimond Castaing
- 1978 James B. Thompson
- 1979 W. H. Taylor
- 1980 Dmitrii S. Korzhinskii
- 1981 Robert Minard Garrels
- 1982 Joseph V. Smith
- 1983 Hans P. Eugster
- 1984 Paul B. Barton Jr.
- 1985 Francis John Turner
- 1986 Edwin Roedder
- 1987 Gerald V. Gibbs
- 1988 Julian R. Goldsmith
- 1989 Helen D. Megaw
- 1990 Sturges W. Bailey
- 1991 E-An Zen
- 1992 Hatten Schuyler Yoder
- 1993 Brian Harold Mason
- 1994 William A. Bassett
- 1995 William Sefton Fyfe
- 1996 Donald H. Lindsley
- 1997 Ian S. E. Carmichael
- 1998 C. Wayne Burnham
- 1999 Ikuo Kushiro
- 2000 Robert C. Reynolds Jr.
- 2001 Peter John Wyllie
- 2002 Werner F. Schreyer
- 2003 Charles T. Prewitt
- 2004 Francis R. Boyd
- 2005 Ho-Kwang Mao
- 2006 W. Gary Ernst
- 2007 Gordon E. Brown Jr.
- 2008 Bernard Evans
- 2009 Alexandra Navrotsky
- 2010 Robert C. Newton
- 2011 Juhn G. Liou
- 2012 Harry W. Green, II
- 2013 Frank Hawthorne
- 2014 Bernard Wood
- 2015 Rodney Charles Ewing
- 2016 Robert Hazen
- 2017 Edward Stolper
- 2018 Edward Bruce Watson
- 2019 Peter R. Buseck
- 2020 Andrew Putnis
- 2021 George Rossman[2]